# ФК Јадран Декани
Јадран Декани је словеначки фудбалски клуб из приморског градића Декани и основан је 1938. године. Играо је пре око 15 година у 1. СНЛ, а сад игра у 3. СНЛ Запад у сезони 2004-2005.